# Franz Pfeil
Franz Pfeil (* 24. Januar 1884; † 15. April 1945 in Harzgerode) war ein deutscher Kolonialbeamter und Lehrer.

## Leben
Pfeil ergriff den Beruf des Lehrers und trat 1905 seine erste Anstellung in Köthen an. 1911 ging er als Lehrer an die kaiserliche Regierungsschule für Weiße und Eingeborene nach Apia in Deutsch-Samoa, wo er am 12. Februar 1911 eintraf. In der Schule wurden auch Erwachsene der einheimischen Oberschicht unterrichtet. Am 1. Februar 1914 übernahm er die Leitung der etwa 60 männliche Schüler umfassenden Schule. Im Zuge der Mobilmachung in Vorbereitung auf den Ersten Weltkrieg erhielt er am 8. August 1914 vom Gouverneur Erich Schultz-Ewerth den Auftrag, als Amtmann die Insel Savaiʻi zu verwalten. Seine Tätigkeit endete jedoch bereits am 29. August 1914 mit der Besetzung Samoas durch neuseeländische Truppen. Er kehrte nach Apia zurück und gab dort in seiner Wohnung Privatunterricht, da die deutschen Schulen in Samoa von den Neuseeländern geschlossen worden waren. Pfeil versuchte sich als blinder Passagier nach Deutschland abzusetzen, geriet jedoch durch Verrat in Kriegsgefangenschaft. Während Verhören soll ihm drei Mal eine Erschießung angedroht worden sein. Ein örtlicher Häuptling habe sich jedoch für ihn eingesetzt. Wegen des Fluchtversuchs wurde er am 7. November 1914 in Neuseeland zu einer dreijährigen Gefängnisstrafe verurteilt. Die Kriegsgefangenschaft samt Gefängnisstrafe dauerte von Dezember 1914 bis Mai 1919. Er kam in ein Lager für deutsche Gefangene in Auckland. Im Lager lernte er 1917 den dort ebenfalls inhaftierten Felix Graf von Luckner kennen. Beide freundeten sich an und trafen sich später auch in Deutschland häufiger.
Um 1924 ging Pfeil nach Harzgerode und wurde dort Rektor an der Mittelschule. Zum Ende des Zweiten Weltkrieges nahm er am 14. April 1945 an Beratungen im Rathaus Harzgerode teil, in deren Ergebnis beschlossen wurde, Harzgerode zur Offenen Stadt zu erklären, um Zerstörungen in der Stadt angesichts anrückender US-Truppen zu vermeiden. Pfeil setzte sich für eine kampflose Übergabe Harzgerodes ein. Eine am 15. April 1945 auf dem Rathaus gehisste Weiße Fahne musste jedoch, wegen einer überraschend einrückenden deutschen Kampfeinheit, wieder eingeholt werden. Kurz darauf erfolgte durch die US-Truppen ein Artilleriebeschuss Harzgerodes. Eine der ersten Granaten schlug auf dem Marktplatz neben dem Rathaus ein und tötete den darin befindlichen Franz Pfeil.